# Whoopi Goldberg
Caryn Elaine Johnson (sinh ngày 13 tháng 11 năm 1955), thường được biết đến với nghệ danh Whoopi Goldberg (/ˈwʊpi/), là một nữ diễn viên, nghệ sĩ hài, kiêm nhân vật truyền hình người Mỹ. Mặc dù bà đã thực hiện bộ phim đầu tay của bà trong bộ phim avant-garde Citizen: I'm Not Losing My Mind, I'm Giving It Away (1982), bước đột phá của bà là vai Celie, một phụ nữ da đen bị ngược đãi trong bộ phim The Color Purple (1985). Với diễn xuất của mình, bà đã được đề cử giải Oscar cho nữ diễn viên chính xuất sắc nhất.
Goldberg đóng vai Oda Mae Brown, một nhà ngoại cảm lập dị giúp một người đàn ông bị giết (Patrick Swayze) cứu người yêu của mình (Demi Moore), trong bộ phim giả tưởng lãng mạn Ghost (1990). Với vai này bà đã giành giải giải Oscar cho nữ diễn viên phụ xuất sắc nhất. Bà là người phụ nữ da đen thứ hai trong lịch sử của giải thưởng này đã giành chiến thắng một giải Oscar diễn xuất (người đầu tiên là Hattie McDaniel trong phim Cuốn theo chiều gió năm1939). Bà là nhà đồng sản xuất của chương trình trò chơi truyền hình Hollywood Squares từ năm 1998 đến năm 2002. Bà đã là người điều hành của ban ngày talk show truyền hình The View từ năm 2007. Goldberg đã được đề cử cho 13 giải Emmy cho công việc của mình trên truyền hình. Bà là một trong số ít những nghệ sĩ từng đoạt giải Emmy, Grammy, Oscar và Tony Award. Trong những năm 1990, Goldberg đã được đồn đại là nữ diễn viên được trả cao nhất cho vai diễn trong phim.

## Điện ảnh
| Năm  | Tên                                            | Vai diễn                   | Chú thích               |
| ---- | ---------------------------------------------- | -------------------------- | ----------------------- |
| 1984 | Whoopi Goldberg                                | (Chính mình)               | Đồng biên tập           |
| 1996 | A Funny Thing Happened on the Way to the Forum | Prologus; Pseudolus        |                         |
| 2002 | Thoroughly Modern Millie                       |                            | Nhà sản xuất            |
| 2003 | Ma Rainey's Black Bottom                       | Ma Rainey                  | Nhà sản xuất            |
| 2004 | Whoopi                                         | (Chính mình)               | Đồng biên tập           |
| 2008 | Xanadu                                         | Calliope / Aphrodite       |                         |
| 2010 | Sister Act                                     | Mother Superior (West End) | Nhà sản xuất (Broadway) |

## Âm nhạc
- 1985: Original Broadway Recording (Geffen/Warner Bros. Records)
- 1988: Fontaine: Why am I Straight? (MCA Records)
- 1989: The Long Walk Home – Miramax Films
- 1992: Sister Act—Soundtrack (Hollywood/Elektra Records)
- 1993: Sister Act 2—Soundtrack (Hollywood/Elektra Records)
- 1994: Corrina Corrina – New Line Cinema
- 2001: Call Me Claus – (One Ho Productions)
- 2005: Live on Broadway: the 20th Anniversary Show (DRG Records)

## Sách

### Sách cho trẻ em
- Goldberg, Whoopi (2006). Whoopi's Big Book of Manners. New York: Hyperion Books for Children. ISBN 0-7868-5295-X.
- Goldberg, Whoopi (2008). Sugar Plum Ballerinas #1: Plum Fantastic. New York: Hyperion Books for Children. ISBN 1-4231-1173-7.
- Goldberg, Whoopi (2009). Sugar Plum Ballerinas #2: Toeshoe Trouble. New York: Hyperion Books for Children. ISBN 1-4231-1913-4.
- Goldberg, Whoopi (2010). Sugar Plum Ballerinas #3: Perfectly Prima. New York: Hyperion Books for Children. ISBN 1-4231-2054-X.
- Goldberg, Whoopi (tháng 10 năm 2010). Sugar Plum Ballerinas #4: Terrible Terrel. New York: Hyperion Books for Children. ISBN 1-4231-2082-5.
- Goldberg, Whoopi (tháng 3 năm 2011). Sugar Plum Ballerinas #5: CATastrophe. New York: Hyperion Books for Children. ISBN 1-4231-2083-3.
- Goldberg, Whoopi (tháng 10 năm 2012). Sugar Plum Ballerinas: Dancing Divas. Los Angeles: Little People Books. ISBN 1-4231-2084-1.

### Tác phẩm phi hư cấu
- Goldberg, Whoopi (1992). Alice. New York: Bantam Books. ISBN 0-553-08990-0.
- Goldberg, Whoopi (1997). Book. New York: R. Weisbach Books. ISBN 0-688-15252-X.
- Goldberg, Whoopi (tháng 10 năm 2010). Is It Just Me? Or Is It Nuts Out There?. New York: Hyperion. ISBN 1-4013-2384-7.
- Goldberg, Whoopi (tháng 10 năm 2015). Whoopi's Big Book of Relationships: I Sucked at a Lot of Them So Now You Don't Have To. Unknown: Hachette. ISBN 9780316302005.